# Kuncz Elek
Kuncz Elek (Kisfalud, 1846. január 30. – Kolozsvár, 1915. december 9.) pedagógus, királyi tanácsos és főigazgató. Felesége Csonka Ágnes (1853., Zalasd, Hunyad megye – 1892., Nagyvárad, Bihar megye).

## Életútja
Tanulmányait Keszthelyen, Szombathelyen és Pesten végezte. 1868-ban nyert tanári oklevelet és a nagyszebeni főgimnáziumban a bölcseletet, történelmet tanította 1875. szeptember 21-ig, mikor a losonci magyar királyi állami gimnázium igazgatójává neveztetett ki. 1882. augusztus 19-én az aradi magyar királyi állami főgimnázium és főreáliskola igazgatásával bizatott meg. 1890-től 1892-ig aradi főigazgató volt, mikor a kolozsvári tankerület főigazgatójává nevezték ki. 1894-ben ő felsége a királyi tanácsosi címmel tüntette ki.
Jegyei: K. és Z. (a Kelet, Pesti Napló, Ellenőr, Losoncz és Vidéke c. lapokban.)

## Írásai
Cikkei a nagyszebeni főgimnázium Értesítőjében (1889. A bölcsészet vázlata); a losonci főgimnázium Értesítőjében (1877. A család, mint a középiskolai tanulók nevelésének egyik kiváló tényezője és annak a középiskolák czéljából kifolyó kötelességei); a losonczi női középiskola Értesítőjében (1880. Néhány szó a nőnevelés magyar-nemzeti fontosságáról); az Országos Tanár-egylet Közlönyében (1882–83. Vélemény a középiskolai évi vizsgálatokról, 1884–85. Inkább csak tanítsunk vagy neveljünk-e középiskoláinkban, felolv. a tanáregylet 1884. közgyűlésén, 1885–86. A középiskolai képzés jelene és jövője); a Magyar Tanügyben (Középiskolai nyelvoktatásunkról); a Pesti Naplóban (1869-től kezdve tanügyi cikkeket és 1875-től társadalmiakat írt, többek közt Középiskolai nevelésünkről); az Aradi Közlönyben (Néhány őszinte szó a szülékhez, 1886–1887. Iskoláink és társadalmunk); a Közoktatásügyi Szemlében (1888–1890. Középiskolai nevelésünk elintézetlen kérdései, Középiskolai nevelésügyünkről.). A Keletnek 1873-ban munkatársa és tanügyi rovatának vezetője volt; írt még az Ellenőrbe s főleg a Losoncz és Vidékébe, melynek szerkesztőbizottsági tagja is volt.

## Munkája
- Gymnasiumi paedagogia. Nagy-Szeben, 1874